# Neckermann (компания)

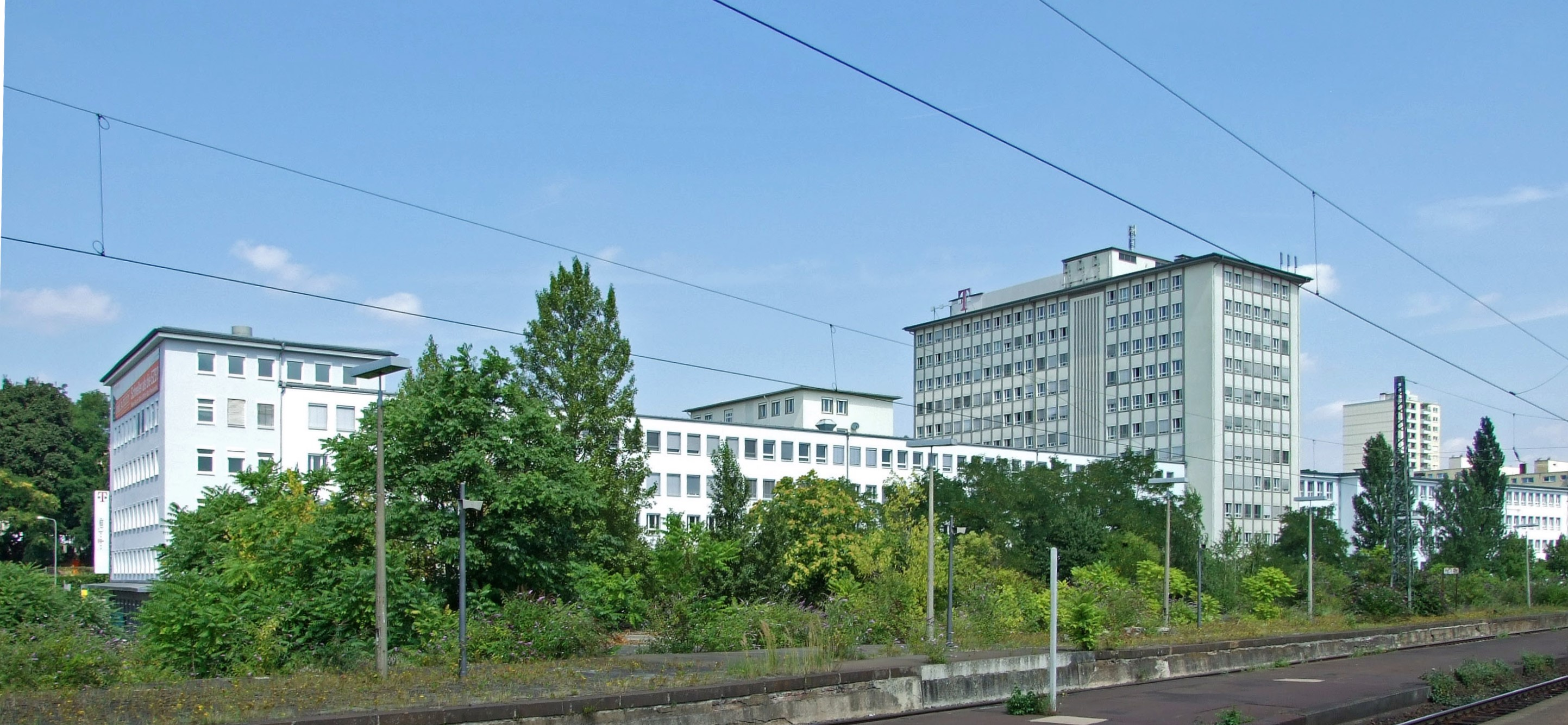
Бывшая штаб-квартира компании «Neckermann Versand AG» в 1953-1960 гг. на Данцигской площади

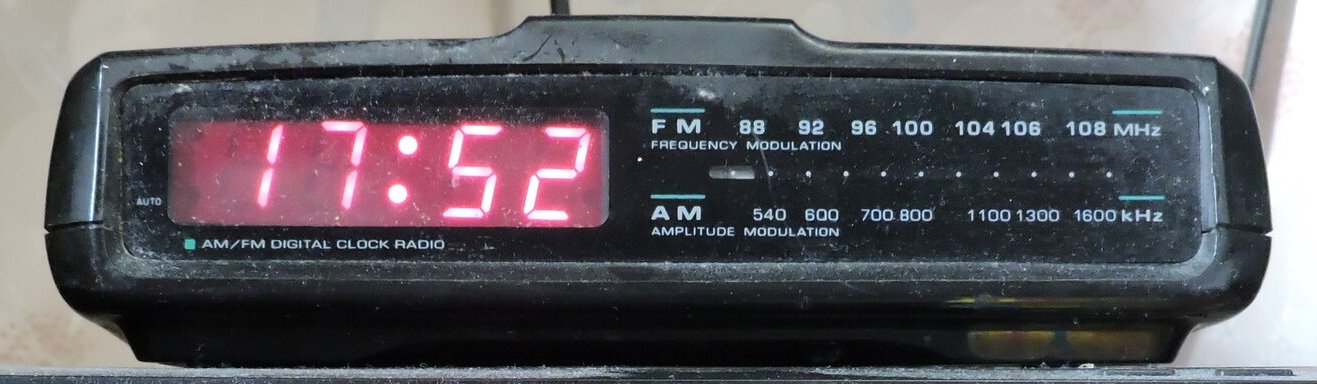
Радиочасы «Palladium», модель 944/890

Neckermann Versand AG — бывшая немецкая почтовая компания. Являлась одной из ведущих компаний такого рода в Европе.

## История
Основана в 1950 году Йозефом Некерманном во Франкфурте-на-Майне.
В 1978 году Некерманн попытался закрепиться в игровой индустрии, выпустив «Tele-Cassetten Game» под своим домашним брендом «Palladium» (с лат. — «Палладий»).
В 1995 году компания открыла собственный интернет-магазин на сайте Neckermann.de, через который проходило почти 80% продаж. Ассортимент насчитывал более 700 000 наименований товаров из сегментов моды, домашнего обихода, игрушек и техники.
С 8 октября 2010 года компания «Neckermann» на 100% принадлежит «Sun Capital Partners».